# Baldock
Baldock è un paese di 9 900 abitanti della contea dell'Hertfordshire, in Inghilterra.